# Loeselia glandulosa
Loeselia glandulosa är en blågullsväxtart som först beskrevs av Antonio José Cavanilles, och fick sitt nu gällande namn av George Don jr. Loeselia glandulosa ingår i släktet Loeselia och familjen blågullsväxter.

## Underarter
Arten delas in i följande underarter:
- L. g. conglomerata
- L. g. glandulosa
- L. g. nepetifolia